# شركة إيريون
شركة إيريون (بالإنجليزية: Aerion)‏ هي شركة تصنيع طائرات أمريكية مقرها في رينو، نيفادا. أسسها روبرت باس من مدينة فورت وورث.
من عام 2004 حتى عام 2021، كانت الشركة تطور طائرة أسرع من الصوت تتسع لـ 10 ركاب لقطع الرحلات الجوية عبر المحيط الأطلسي لمدة ثلاث ساعات باستخدام تقنية "boomless cruise" لإبطال دوي اختراق حاجز الصوت. كان من المتوقع أن تكون أول طائرة أسرع من الصوت بدون حارق لاحق لخفض الانبعاثات، وأول طائرة تعمل بالوقود الحيوي.
أعلنت إيريون فجأة في 21 مايو 2021 أن الشركة ستغلق بسبب عدم القدرة على زيادة رأس المال اللازم للمضي قدمًا.

## التاريخ
تأسست شركة إيريون في عام 2003 على يد الملياردير من تكساس روبرت باس كشركة ناشئة تعمل على تسويق تكنولوجيا الطيران الأسرع من الصوت. بدأت الشركة في تطوير طائرات الأعمال الأسرع من الصوت في عام 2004.
دفع الطلب المتزايد من مجموعة متنوعة من مصنعي الطائرات على خبرة إيريون في «التحكم في الطبقة الحدودية» إلى إطلاق شركة (NLF) Aerion Technologies Corporation، وهي شركة فرعية مملوكة بالكامل، في مايو 2011. صرحت إيريون أن نفس التقنيات وأدوات التصميم الخاصة التي تمكّن طائرة أعمال أسرع من الصوت عملية لها أيضًا تطبيقات دون سرعة الصوت وسرعة قريبة من سرعة الصوت. خلال السنوات العشر الماضية، طورت إيريون بيانات اختبار NLF واسعة النطاق وطرق لتحسين تطبيقها على تصميم الطائرات، فضلا عن ضمان التصنيع العملي والاستخدام التشغيلي. قد تساعد أدوات تصميم وتقنية NLF من إيريون تكنولوجيز أيضًا بناة هياكل الطائرات على تحسين حدود السرعة والكفاءة للجيل القادم من الطائرات المدنية والعسكرية.
في مايو 2015، إرنست إدواردز، الرئيس السابق لشركة Embraer Executive Jets، تم تعيينه في منصب الرئيس التجاري لشركة إيريون، في حين تمت ترقية كبير المهندسين السابقين لشركة غلف ستريم G650 مايك هيندربرجر إلى منصب نائب الرئيس الأول لتطوير الطائرات.
في مارس 2018، تم تعيين توم فايس، الرئيس السابق لقطاع أنظمة الطيران بشركة نورثروب غرومان، رئيسًا ومدير عمليات. بعد عام، حل نائب محل روبرت باس أيضًا كرئيس لمجلس الإدارة روبرت باس عند الإعلان عن شراكة بين بوينج وإيريون.
في أبريل 2020، أعلنت الشركة عن إنشاء منشأة إنتاج بقيمة 375 مليون دولار في مطار ملبورن أورلاندو الدولي ونقل مقرها إلى مقر الرئيسي لإيريون، على أمل تسليم الطائرات التجارية لأول مرة بحلول عام 2027. بدأت الشركة في تطوير قدرات محايدة الكربون لطائرتها AS2 من خلال التقاط الهواء المباشر في صفقة عام 2020 مع Carbon Engineering. في يوليو 2020، أبرمت إيريون شراكة مع Jetex لوضع ترتيبات سفر لركاب AS2.
في 21 مايو 2021، وقت الانهيار، كان لدى الشركة 93 طلبية لطائرة AS2 بسعر 120 مليون دولار أمريكي، أي ما يعادل 11.2 مليار دولار. لم يكن لدى الشركة سوى جزء بسيط من مبلغ 4 مليارات دولار أمريكي الذي قدر أنها ستكون ضرورية لإكمال الشهادة وبدء الإنتاج. وقالت الشركة إنه سيتم إعادة ودائع العملاء.
في يونيو 2021، أوضح الرئيس التنفيذي لشركة بوينغ ديف كالهون سبب توقفها عن دعم شركة إيريون، قائلاً إنه سأل، «هل ستكون كبيرة بما يكفي وذات مغزى بما يكفي لشركة بوينج؟ وربما ليس فقط من حيث حصة السوق وسوق الخدمات ولكن أيضًا من حيث العائد على رأس المال؟ وهل ستجلب أي تقنية لأعمالنا الأساسية الحالية؟ وإذا لم يحدث ذلك، فعليه حقًا أن يقف من تلقاء نفسه وقرارنا بشأن الطائرات الأسرع من الصوت هو أنه لن يحدث».

## المشاريع

### إريون إس بي جيه
كانت إيريون SBJ مشروع طائرة أعمال أسرع من الصوت.
سعى المصمم، الذي تم كشف النقاب عنه في عام 2004، إلى مشروع مشترك مع شركة تصنيع طائرات رجال الأعمال تتوقع تطويرًا يتراوح بين 1.2 و 1.4 مليار دولار في 7-8 سنوات. تلقت إيريون 50 خطاب نوايا قبل توسيع تصميم Aerion AS2 في عام 2014.
مدعومًا بمحركين من طراز برات آند ويتني جيه تي 8 دي، ستنقل الطائرة التي تبلغ تكلفتها 80 مليون دولار من 8 إلى 12 راكبًا حتى ماخ 1.6 وما يصل إلى 4000 ميل بحري (7400 كم).

### إيريون إيه إس 2

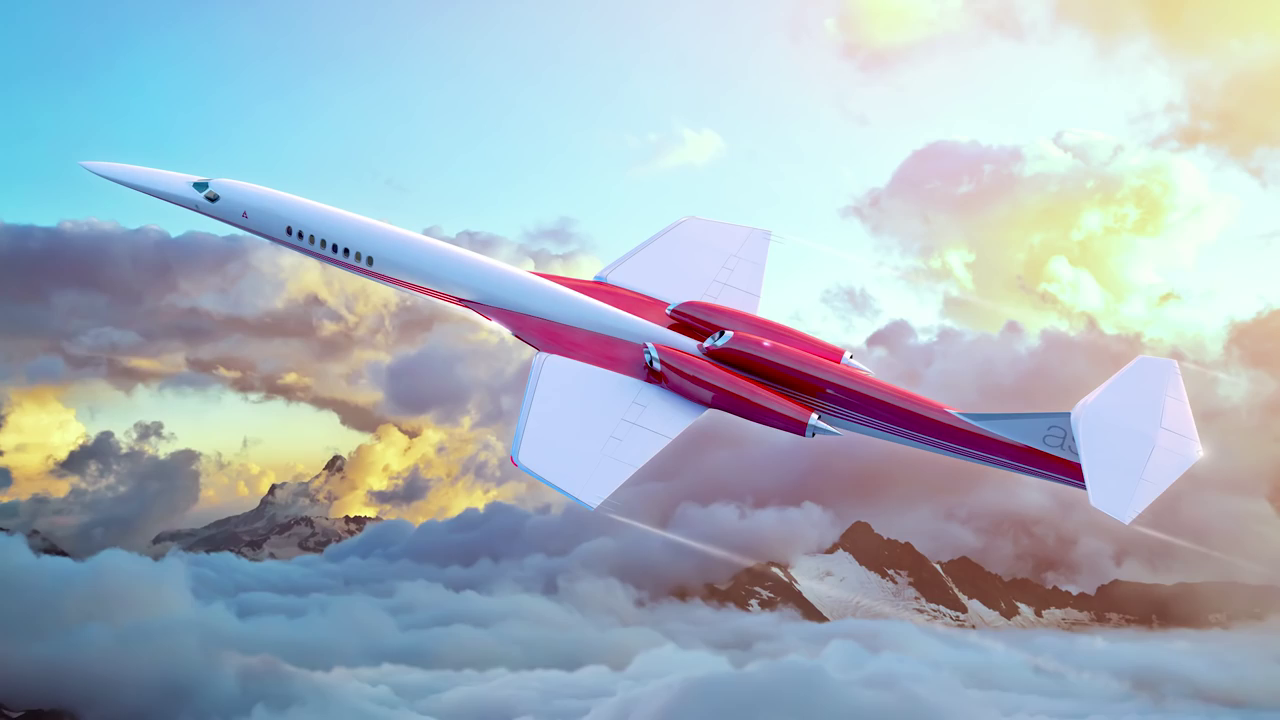
إيريون AS2

تم الإعلان عن إيريون AS2 في مايو 2014، كإعادة تصميم أكبر لـ إيريون SBJ، يستهدف المقدمة بعد فترة تطوير مدتها سبع سنوات. اشتركت إيريون مبدئيًا مع شركة إيرباص في المشروع في سبتمبر 2014. في ديسمبر 2017، تم استبدال شركة إيرباص كشريك من قبل شركة لوكهيد مارتن. تم الكشف عن محركها جنرال إلكتريك أفينتي لـ AS2 في أكتوبر 2018. في فبراير 2019، حلت شركة بوينغ محل شركة لوكهيد مارتن كشريك.
كانت الطائرة التي تتسع لـ 12 راكبًا تهدف إلى ماخ 1.4 بجناح جريان صفيحي لأقل مدى متوقع يبلغ 4750 ميل بحري (8800 كم). تم تصميمه ليطير أقل من حاجز الصوت مباشرةً أثناء التحليق فوق الأرض من أجل الامتثال لقيود الطيران الدولية الأسرع من الصوت.
كان من المتوقع أن تبلغ تكلفة التطوير 4 مليارات دولار، لسوق 300 طائرة على مدى 10 سنوات و 500 طائرة بشكل عام، بسعر 120 مليون دولار لكل منها. تأخرت مراجعة الأولية للتصميم حتى عام 2021 بسبب جائحة COVID-19. توقعت إيريون سوقًا بقيمة 40 مليار دولار لـ AS2 مع تراكم طلبات بقيمة 3.18 مليار دولار من شركات مثل فليكس جيت الأميريكية ومناقشات لطلبات بقيمة 6.2 مليار دولار أخرى.

### إيريون إيه إس 3
في مارس 2021، أعلنت الشركة عن إيريون AS3، وهو مشروع طائرة أسرع من الصوت تفوق سرعتها سرعة الصوت تتسع لـ 50 مقعدًا وتهدف إلى تحقيق سرعات تصل إلى ماخ 4 أو أكثر ومدى يصل إلى 7000 كيلومتر (3800 ميل بحري). كانت الشركة تستهدف توافر الطائرة التحاري بحلول نهاية العقد الحالي.

## وصلات خارجية
- الموقع الإلكتروني